# Adolfo Lozano Sidro
Adolfo Lozano Sidro (ur. 21 stycznia 1872 w Priego, zm. 7 listopada 1935 w Madrycie) – hiszpański malarz i ilustrator.
Pochodził z Kordoby, ale przeprowadził się do Malagi aby studiować na tamtejszej Królewskiej Akademii Sztuk Pięknych San Telmo. Następnie przeniósł się do Grenady, gdzie próbował studiować prawo, które jednak porzucił dla malarstwa. W Grenadzie poznał takich artystów jak José María López Mezquita i Ramon Casas. W 1892 roku wyjechał do Madrytu, gdzie pracował w warsztacie Joaquina Sorolli. Mimo że na stałe zamieszkał w Madrycie, każdego lata odwiedzał swoje rodzinne strony.
W 1913 roku zdobył sławę jako ilustrator współpracujący z takimi pozycjami w hiszpańskiej prasie jak ABC i Blanco y Negro. W 1920 zilustrował powieść Pepita Jimenez Juana Valery dwudziestoma akwarelami.
Otrzymał wiele nagród i wyróżnień, m.in. to, że infantka Maria Krystyna powiesiła jego prace w Pałacu Królewskim w Madrycie.

## Galeria
<

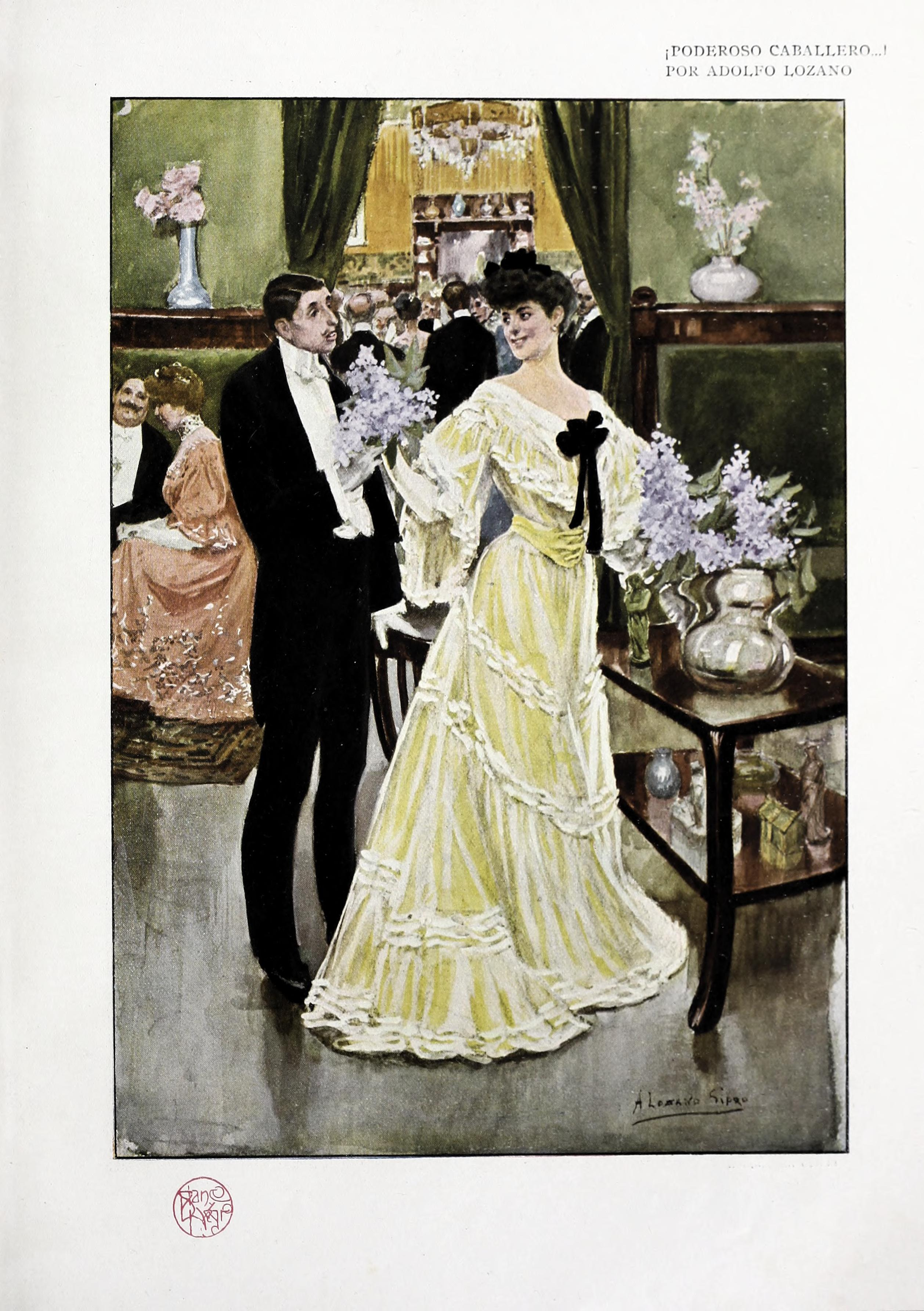
Potężny rycerz 1905, Blanco y Negro
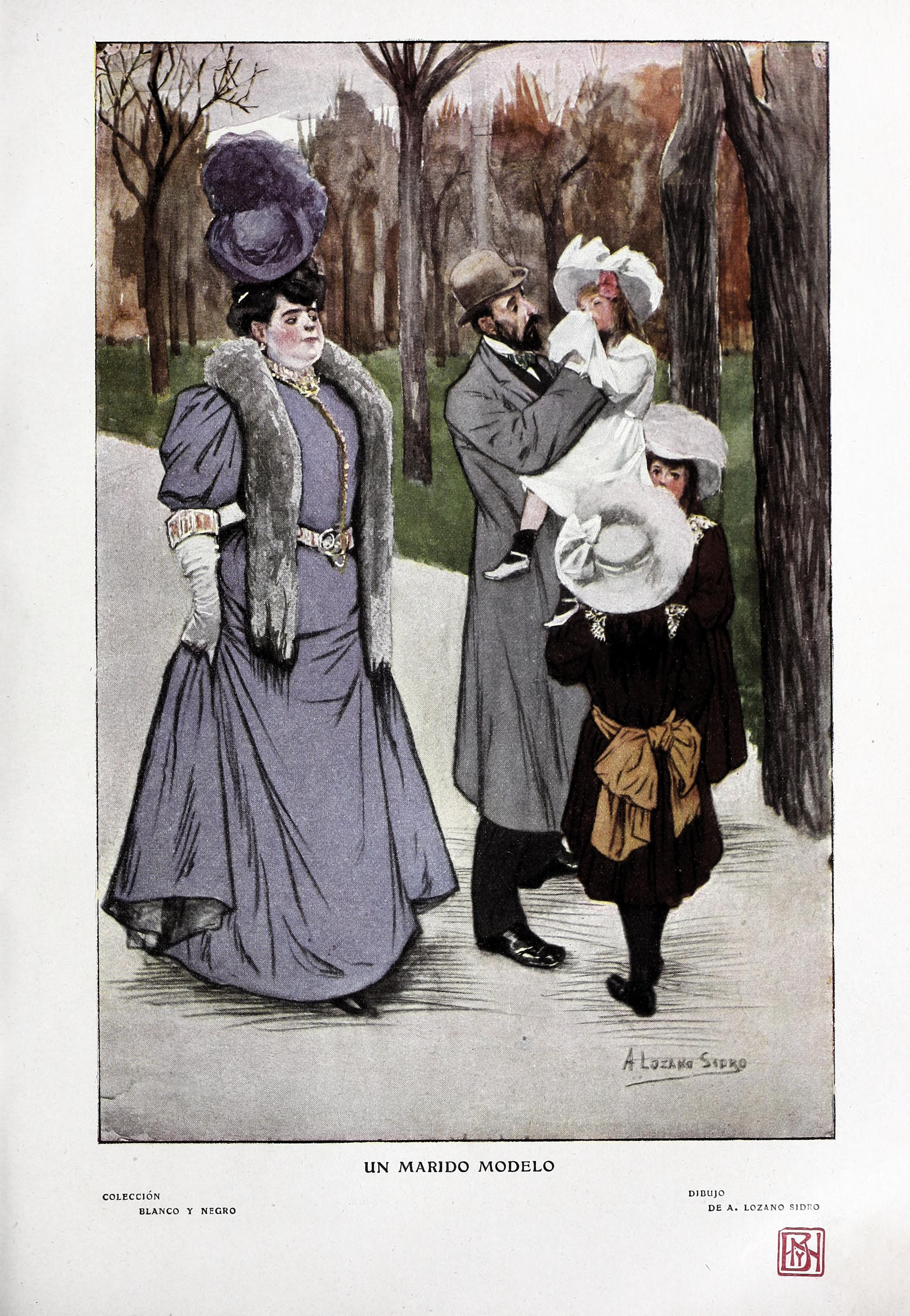
Przykładny mąż 1907, Blanco y Negro
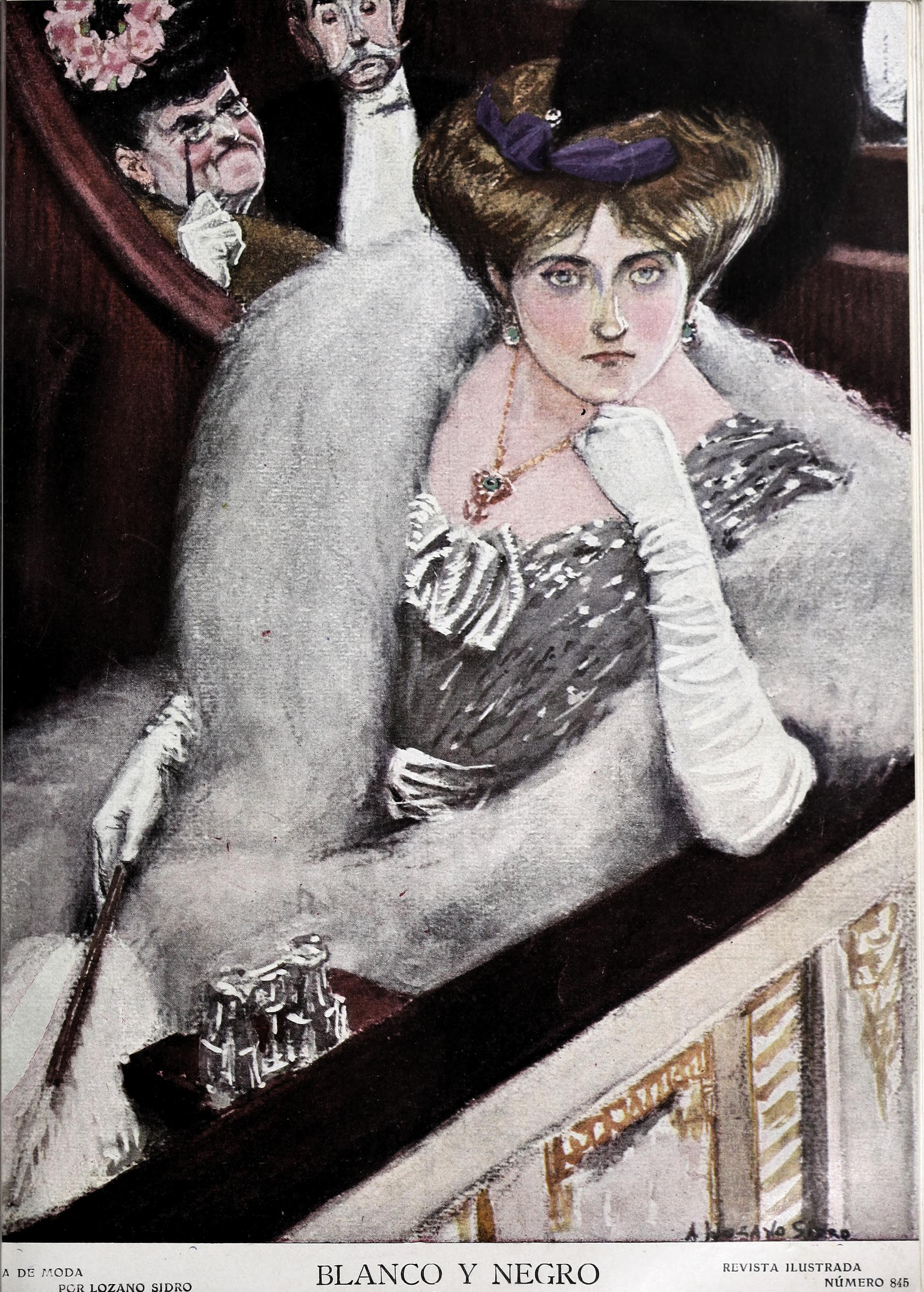
Moda 1907, Blanco y Negro
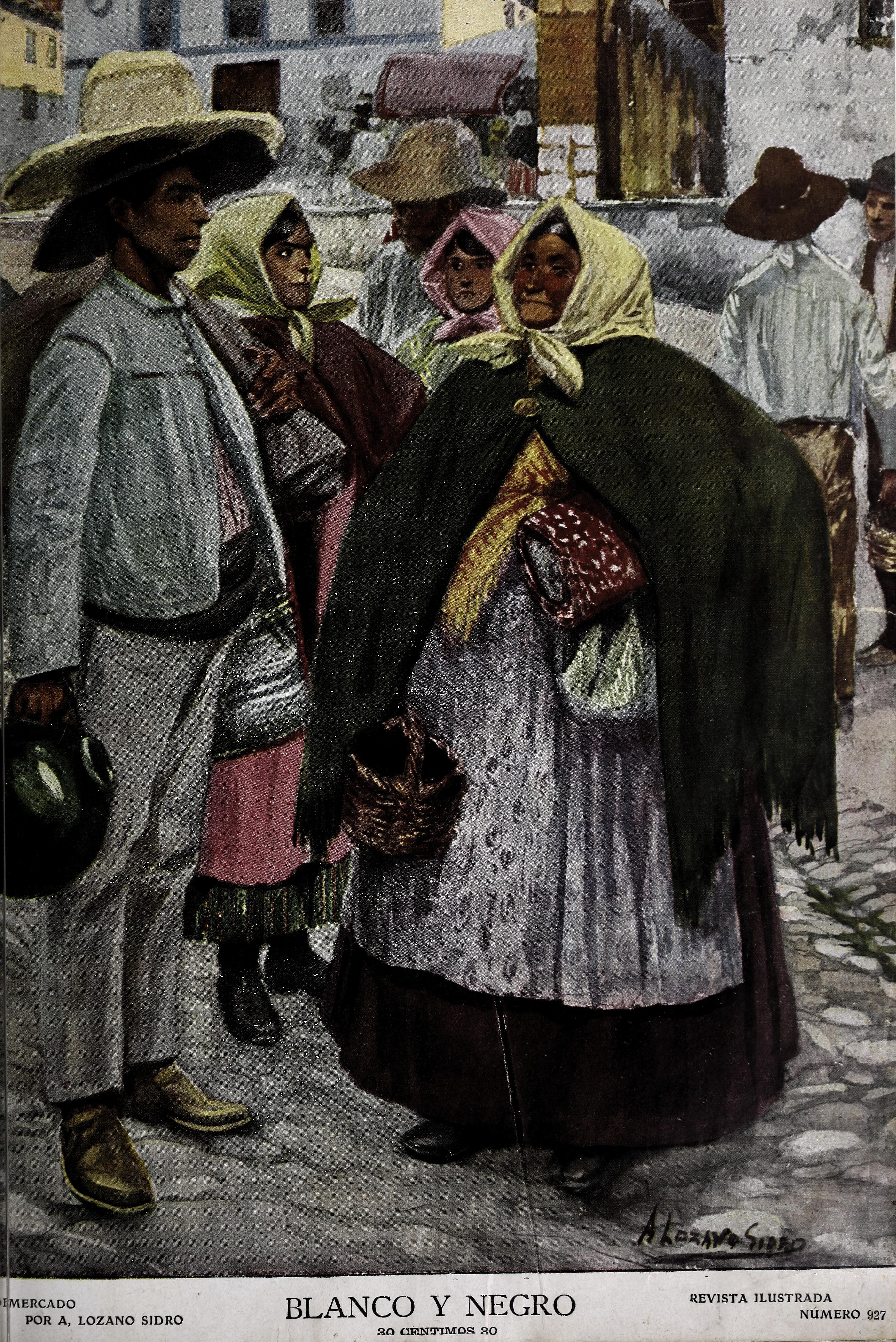
Dzień targowy 1909, Blanco y Negro